# Westarkade
Die Westarkade ist ein Bürogebäude in Frankfurt am Main. Das Gebäude steht im Stadtteil Westend am Beginn der Zeppelinallee zwischen Bockenheimer Landstraße und Palmengarten. Bauherr und Eigentümer der 95 Millionen Euro teuren Westarkade ist die KfW. Alleinige Nutzerin des 56 Meter hohen Gebäudes ist die KfW IPEX-Bank.

## Architektur
Der Gebäudekomplex wurde 2006 nach dem Abbruch der Bauten der Deutschen Bibliothek an deren ehemaligem Standort in der Zeppelinallee errichtet. Dabei wurden moderne Techniken des energieeffizienten Bauens angewandt. Die Wirkung der energieeffizienten Heizungs- und Kühlsysteme des Gebäudes wird unter anderem durch einen sogenannten „Druck-Ring“ an der Außenhülle des Gebäudes gesichert. Dabei wird mit Hilfe von 180 Ventilationsklappen eine natürliche Lüftung des Gebäudes ermöglicht, ohne dass Wind in das Gebäude eindringen kann. Das System wird automatisch mittels der Daten einer auf dem Dach installierten Wetterstation und 40 am Gebäude angebrachter Sensoren gesteuert. Im Ergebnis liegt der jährliche Energiebedarf des Gebäudes bei weniger als 100 kWh pro Quadratmeter und Jahr, etwa halb so viel wie ein konventionelles Bürogebäude in Europa und ein Drittel so viel wie in den USA. Es handelt sich damit um eines der Bürogebäude mit dem höchsten Energiestandard weltweit. Unter anderem deshalb zeichnete das Council on Tall Buildings and Urban Habitat der University of Chicago die Westarkade 2011 als „Bestes Hochhaus der Welt“ aus. Dabei wurden Design, Energieeffizienz und Wirkung auf die Stadt bewertet. Die Tragwerks- und Fassadenplanung wurde von der Werner Sobek AG durchgeführt.